# الیس میتوآ
الیس میتوآ (انگلیسی: Elis Meetua؛ زادهٔ ۲۰ ژوئن ۱۹۷۹) بازیکن فوتبال اهل استونی است.
وی همچنین در تیم ملی فوتبال Estonia بازی کرده‌است.